# 赫尔曼·魏因加特纳

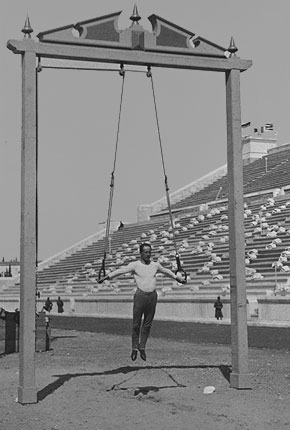

赫尔曼·魏因加特纳（德語：Hermann Weingärtner，1864年8月27日—1919年12月22日），德国体操运动员。
他生于奥得河畔法兰克福，是一名游泳教练的儿子，在五个儿子排行老三。他经商为业，1860年加入法兰克福的Turnverein体操俱乐部。并于1885年加入了德国体操队。1895年，他在罗马的国家体操节上获得金牌。
在1896年雅典举行的第一届夏季奥运会上，魏因加特纳于4月9日赢得了个人单杠比赛冠军，成为德国第一个奥运金牌得主。德国队还在单杠和双杠团体赛上获冠军。在德国，由于德国体操协会当时抵制奥运，他被禁赛。他回到家乡，直到1919年去世。1910年12月22日，他曾因救出一名溺水男子而获得救援勋章。
1900年与面包师的女儿伊丽莎白结婚，他们有三个孩子。